# Banksinoma lanceolata
Banksinoma lanceolata is een mijtensoort uit de familie van de Thyrisomidae. De wetenschappelijke naam van de soort is voor het eerst geldig gepubliceerd in 1885 door Michael.